# Spermacoce pumila
Spermacoce pumila là một loài thực vật có hoa trong họ Thiến thảo. Loài này được (DC.) Pohl ex B.D.Jacks. miêu tả khoa học đầu tiên năm 1896.